# East West Bank Classic 2008
L'East West Bank Classic 2008 è stato un torneo di tennis giocato sul cemento.
È stata la 35ª edizione del East West Bank Classic, che fa parte della categoria Tier II nell'ambito del WTA Tour 2008.
Si è giocato al Home Depot Center di Carson, vicino a Los Angeles negli Stati Uniti, dal 21 al 27 luglio 2008.

## Campioni

### Singolare
Dinara Safina ha battuto in finale  Flavia Pennetta con il punteggio di 6–4, 6–2

### Doppio
Yung-jan Chan /  Chia-jung Chuang hanno battuto in finale  Eva Hrdinová /  Vladimíra Uhlířová con il punteggio di 2–6, 7–5, 10–4